# Mille (unité)
Pour les articles homonymes, voir Mille.
Un mille est une unité de mesure de longueur très ancienne, de valeur variable. De nos jours, on emploie dans le système anglo-saxon le mille terrestre d'une longueur d'environ 1 609 mètres et dans la navigation maritime et aérienne le mille nautique de 1 852 mètres.

## Dans l'Égypte antique

### Ératosthène et la mesure de la Terre
Ératosthène a donné la longueur de la circonférence de la Terre à partir de la mesure de l'angle fait par une ombre à Alexandrie et Syène au solstice d'été. La différence angulaire mesurée était de 7° 8' 34" 2/3. D'après Hipparque, Strabon, Vitruve, Pline, Censorin, Macrobe et Martianus Capella, la distance entre les deux villes est de 5 000 stades Dans la seconde édition de la Description de l'Égypte, la valeur du stade égyptien obtenue en comparant les distances données par Hérodote, Diodore de Sicile, Artémidore d'Éphèse, Strabon, Ératosthène, Hipparque, Aristide, l'itinéraire d'Antonin, et les distances calculées en mètres pendant l'expédition d'Égypte, est donnée égale à 158,7 mètres.
Pour les Grecs 1 stade = 600 pieds. On déduit de la distance en mètre entre Alexandrie et Syène (la moderne Assouan), que le stade d'Ératosthène, ou stade égyptien = 158,1 mètres. D'autres auteurs ont donné une longueur du stade égyptien de 157,5 mètres.

### Dans l'Égypte antique au temps des Ptolémées
Le système de mesure égyptien avait été modifié par les Ptolémées qui y ont intercalé des mesures grecques. D'après le traité d'arpentage d'Héron d'Alexandrie, les mesures utilisées dans l'Égypte antique étaient :
- le doigt,
- la palme = 4 doigts,
- le dichas = 2 palmes = 8 doigts,
- le spithame = 3 palmes = 12 doigts,
- le pied royal ou pied philétéréen = 4 palmes = 16 doigts,
- le pied italique = 13 doigts 1/3 ,
- le pygon = 5 palmes,
- la coudée ou coudée xylopristique, c'est-à-dire, coudée propre à mesurer le bois scier, coudée grecque ou naturelle[4] = 6 palmes = 24 doigts,
- le pas = 10 palmes = 1 coudée + 2/3,
- le xylon = 3 pieds,
- l'aune = 4 coudées = 6 pieds philétérées = 7 pieds italiques + 1/5 = 96 doigts,
- la canne ou acène = 6 coudées + 2/3 = 10 pieds philétéréens = 12 pieds italiques = 160 doigts,
- l'ammah = 40 coudées = 60 pieds philétéréens = 72 pieds italiques = 960 doigts,
- le plèthre = 10 acènes = 66 coudées + 2/3 = 100 pieds philétéréens = 120 pieds italiques = 1600 doigts,
- le jugère = 2 plèthres = 20 acènes,
- le stade = 6 plèthres = 60 acènes = 400 coudées = 600 pieds philétéréens = 720 pieds italiques,
- le diaule = 12 plèthres = 2 stades = 120 acènes = 800 coudées = 1200 pieds philétéréens = 1440 pieds italiques,
- le mille = 7,5 stades = 45 plèthres = 450 acènes = 750 aunes = 1 800 pas = 3 000 coudées, 4 800 pieds philétéréens = 5 400 pieds italiques,
- le schène = 4 milles = 30 stades.

On en déduit à partir de la valeur estimée du stade égyptien, que le mille égyptien = 1 185 mètres, valeur moyenne à quelques mètres près.

## Dans l'Empire romain
Comme son nom l'indique (milia passuum), le mille romain vaut mille double-pas de cinq pieds, soit 5000 pieds. On estime que le mille romain équivaut à 1 478 mètres à deux mètres près.

## Dans différents pays
Le mille a constamment été utilisé. Sa valeur transcrite dans le système métrique est variable suivant le lieu et le pays qui l'a adopté.

## De nos jours

### Le mille terrestre international (ou mile)
Le mille terrestre international, (symbole : mi) utilisé aux États-Unis et au Royaume-Uni, est généralement celui dont il est question quand on parle de « mille » (en anglais: mile) sans autre qualificatif. Il fait partie du système d'unités anglaises. Il vaut exactement 1 609,344 mètres ou 1,609 kilomètre (1 760 yards anglais, verges au Canada), soit 8 furlongs (1 furlong = 220 yards) ou 5 280 pieds (1 yard = 3 pieds) ou 63 360 pouces (1 pied = 12 pouces) ; sur la base de 1 m = 39,3701 pouces.
Aboli en 1959 (en même temps que ses multiples et sous-multiples exacts américains), le mille terrestre américain (statute mile ou U.S. Survey mile) est très légèrement plus long et équivaut à  1 609,347 m (6 336/3 937 kilomètres ou 5 280 pieds américains). Un mille international vaut 2,54×39,37/100 = 0,999 998 mile américain. La différence est due au (Kasson) Metric Act de 1866 (Public Law 39-183) qui a défini le pied américain comme valant exactement 12 pouces américains ou 1 200/3 937 m (autrement dit, 1 m = 39,37 pouces américains exactement). Le mille américain reste encore utilisé à cause de la grande quantité de cartes et cadastres qui l'utilisent ; leur conversion prend du temps[réf. nécessaire], d'autant que l'écart avec le mille international est insignifiant pour nombre d'applications.

### Le mille marin
Le mille marin international, aussi appelé mille nautique ou « nautique » (sans symbole usuel par le NIST, nautical mile (NM) en anglais, ou M par le BIPM) équivaut à 1 852 mètres (Première Conférence hydrographique internationale extraordinaire, Monaco, 1929). Il est utilisé en navigation maritime ou aérienne. Sa valeur est égale à la longueur d'un arc correspondant à une minute d'angle (la 60e partie de degré), sur un cercle ayant un périmètre égal à celui de la Terre en passant par les pôles (40 008 km), arrondi au mètre.
Le BIPM ne reconnaît plus l'usage du mille marin depuis la publication la 9e édition de la Brochure sur le SI de 2019, il reste cependant légal dans certains pays.